# Sjtamms datja

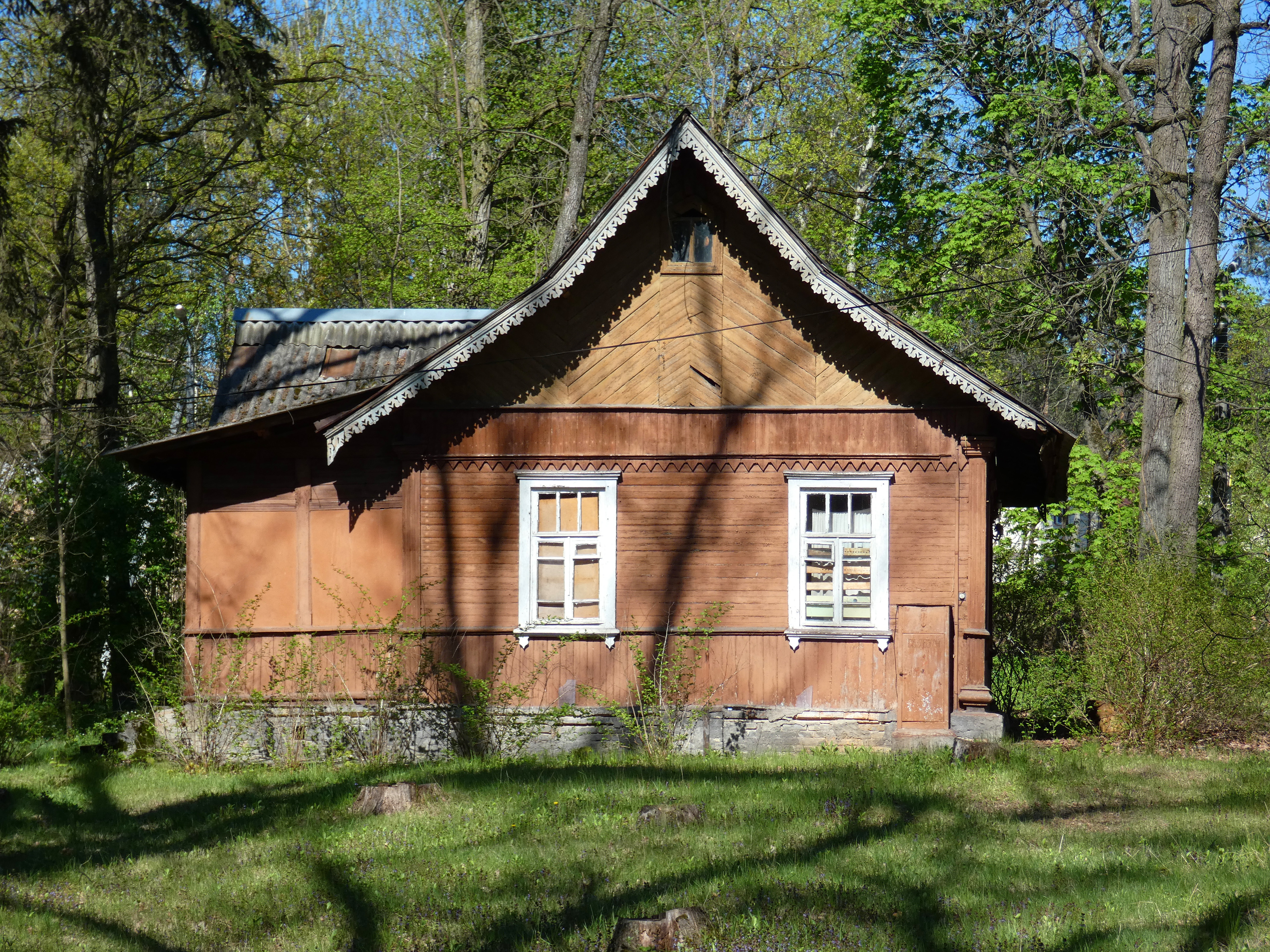
Sidobyggnad

Sjtamms datja (ukrainska: Сади́ба Шта́мма, Sadjba Sjtamma) är en före detta datja, som uppfördes av den ryske järnvägsingenjören Jevgenij Lvovitj Sjtamm (1874–1953), som arbetade med järnvägslinjen Kiev-Kovel. Den ligger vid Kiev-Myrotskagatan i Butja och är ett exempel på en lyxig datjaarkitektur från början av 1900-talet.
Utefter den nya sydvästra järnvägslinjen grundades från 1903 landsbygdsbosättningar i bland andra Irpin, Butja och Nemisjajeve.
Sjtamm köpte en tomt på Jastremsjtjynagården nära Butja med en yta på mer än 19 hektar. Omkring 1909 byggde han en slottsliknande huvudbyggnad med en yta på 676 kvadratmeter, samt fem mindre byggnader. I en av byggnaderna organiserade han en skola för landsbygdsbarn.
Efter bolsjevikernas maktövertagande konfiskerades gården, som användes för ett barnhem. Från 1982 var gården efter renovering ett barnsjukhus.
År 2004 utbröt en brand i huvudbyggnaden och det saknades då medel för en återuppbyggnad. Den förföll, men renoverades omkring 2020. Den blev byggnadsminne 2019.